# Hiiumaa
Hiiumaa (svenska: Dagö, estniska: Hiiu maakond, Hiiumaa) är ett av 15 landskap i Estland. Det omfattar ön Dagö (estniska: Hiiumaa) och flera småöar såsom Kassari, Vohilaid, Oxholm (estniska: Kadakalaid), Saarnaki laid, Hanikatsi laid och Kõverlaid. Landskapet har sjögräns mot Läänemaa (Wiek) i öst och Saaremaa (Ösel) i syd. Landshövding är sedan 2012 Riho Rahuoja.

## Kommuner

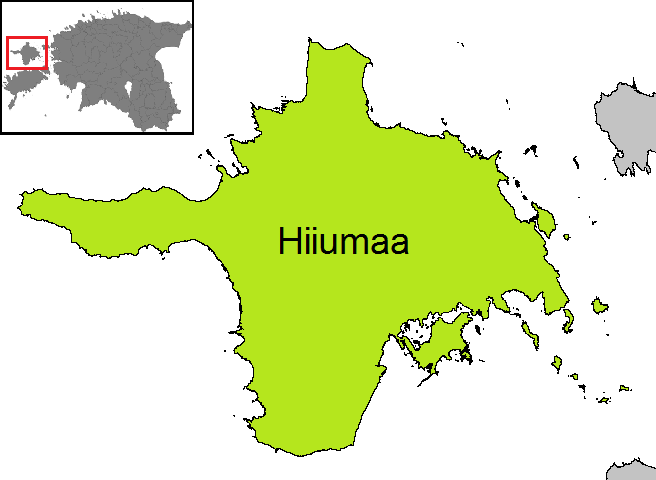
Kommunen Dagö omfattar sedan 2017 hela landskapet Dagö.

Sedan 2017 utgör hela landskapet en kommun, Dagö kommun (estniska: Hiiumaa vald). Kommunen omfattar staden Kärrdal (estniska: Kärdla) samt de fyra tidigare landskommunerna Emmaste, Kõrgessaare (Hohenholm) , Käina och Pühalepa.

## Tidigare kommuner

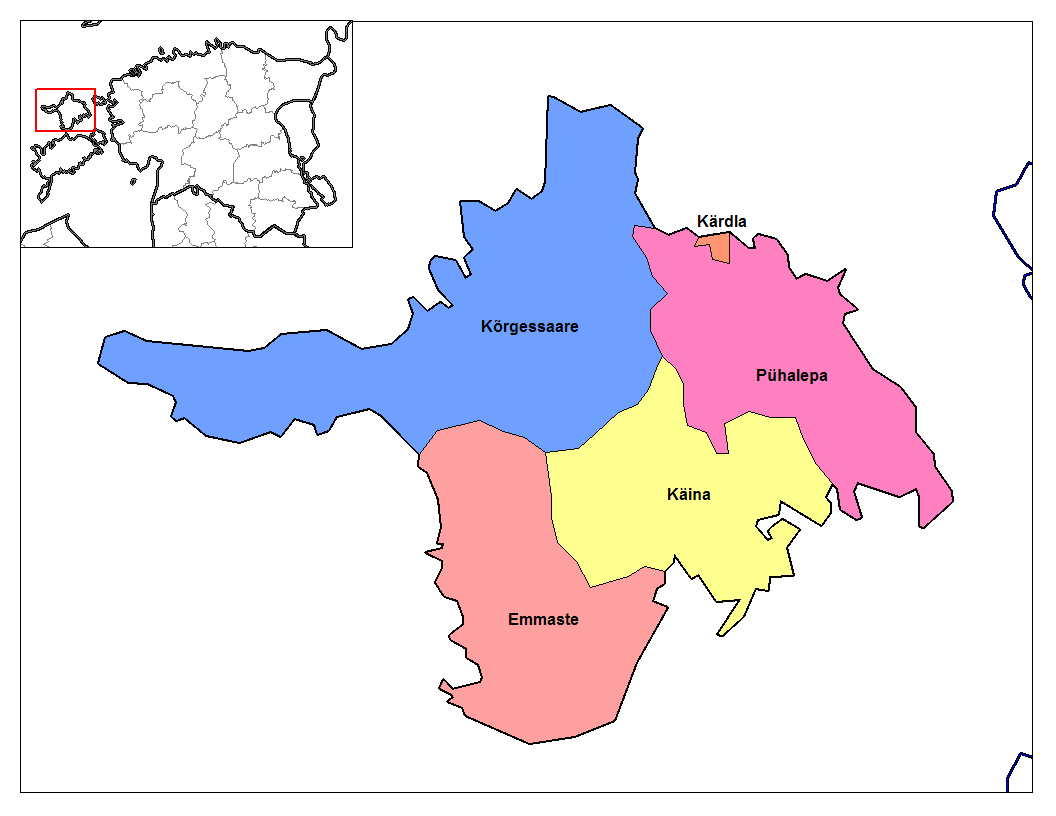
Tidigare kommuner i landskapet Dagö.

Landskapet har tidigare varit indelat i fem kommuner, varav en stadskommun.

### Stadskommuner
- Kärrdals stad (estniska: Kärdla linn)

### Landskommuner
- Emmaste kommun
- Kõrgessaare kommun
- Käina kommun
- Pühalepa kommun

### Administrativ historik
- Dagö kommun (estniska: Hiiu vald) bildades 2013 genom en sammanslagning av Kärrdals stad och Kõrgessaare kommun.

## Orter
I landskapet Hiiumaa (Dagö) finns en stad, två småköpingar samt 182 byar.

### Städer
- Kärrdal (estniska: Kärdla)

### Småköpingar
- Hohenholm (estniska: Kõrgessaare)
- Käina

### Byar
- Aadma
- Ala
- Allika
- Aruküla
- Dagerort (estniska: Kalana)
- Emmaste
- Emmaste-Kurisu
- Emmaste-Selja
- Esiküla
- Hagaste
- Haldi
- Haldreka
- Harju
- Hausma
- Heigi
- Heiste
- Heistesoo
- Hellamaa
- Heltermaa
- Hiiessaare
- Hilleste
- Hindu
- Hirmuste
- Härma
- Hüti
- Isabella
- Jausa
- Jõeküla
- Jõeranna
- Jõesuu
- Kaasiku
- Kabuna
- Kaderna
- Kaigutsi
- Kaleste
- Kalgi
- Kanapeeksi
- Kassari
- Kauste
- Kerema
- Kidaste
- Kiduspe
- Kiivera
- Kitsa
- Kleemu
- Kodeste
- Kogri
- Koidma
- Kolga
- Kopa
- Kukka
- Kuri
- Kuriste
- Kurisu
- Kuusiku
- Kõlunõmme
- Kõmmusselja
- Kõpu
- Kärdla-Nõmme
- Külaküla
- Külama
- Laartsa
- Laasi
- Lassi
- Laheküla
- Lauka
- Leerimetsa
- Lehtma
- Leigri
- Leisu
- Lelu
- Lepiku
- Ligema
- Lilbi
- Linnumäe
- Loja
- Luguse
- Luidja
- Lõbembe
- Lõpe
- Malmas (estniska: Malvaste)
- Mangu
- Mardihansu
- Meelste
- Metsaküla
- Metsalauka
- Metsapere
- Moka
- Muda
- Mutas (estniska: Mudaste)
- Mäeküla
- Mäeltse
- Mägipe
- Männamaa
- Mänspe
- Määvli
- Napi
- Nasva
- Niidiküla
- Nurste
- Nõmba
- Nõmme
- Nõmmerga
- Ogandi
- Ojaküla
- Ole
- Orjaku
- Otste
- Palade
- Palli
- Paluküla
- Paope
- Partsi
- Pihla
- Pilpaküla
- Poama
- Prassi
- Prähnu
- Prählamäe
- Puliste
- Puski
- Putkaste
- Pärna
- Pärnselja
- Pühalepa
- Pühalepa-Harju
- Rannaküla
- Reheselja
- Reigi-Nõmme
- Reikama
- Riidaküla
- Risti
- Ristivälja
- Rootsi
- Röicks (estniska: Reigi)
- Sakla
- Salinõmme
- Sarve
- Selja
- Sepaste
- Sigala
- Sinima
- Soonlepa
- Storhovet (estniska: Suuremõisa)
- Suurepsi
- Suureranna
- Suuresadama
- Sõru
- Sääre
- Sülluste
- Taguküla
- Tahkuna
- Tammela
- Tammistu
- Tareste
- Taterma
- Tempa
- Tiharu
- Tilga
- Tohvri
- Tubala
- Tärkma
- Ulja
- Undama
- Utu
- Vaemla
- Vahtrepa
- Valgu
- Valipe
- Vanamõisa
- Viilupi
- Viiri
- Viita
- Viitasoo
- Vilima
- Vilivalla
- Villamaa
- Villemi
- Värssu
- Õngu
- Ühtri
- Ülendi